# Mikel Unzalu
Mikel Ángel Unzalu Hermosa (Vitoria, 1956-Vitoria, 15 de julio de 2021) fue un profesor y político español.

## Biografía
Estudió Magisterio en Vitoria (1976). 
Siendo diputado del PSE-EE en Álava (1991-1995), fue uno de los impulsores de la entrada de su partido, Euskadiko Ezkerra (EE), y de los antiguos 'polimilis' de ETA en la federación vasca del PSOE (1993).
Como concejal en el consistorio de Vitoria (1987-1991), se enfrentó a una gran sequía y fue conocido como "concejal del agua".
Más tarde fue diputado en el Parlamento Vasco (2009-2016), y posteriormente ocupó diversos puestos en el área de Trabajo y Justicia del Gobierno vasco (2016-2020); y desde 2020 fue asesor del Departamento de Turismo, Comercio y Consumo.
Falleció, tras una larga enfermedad, el 15 de julio de 2021.